# Франсуа Жозеф Лефевр
Франсуа Жозеф Лефевр (фр. François-Joseph Lefebvre, *25 жовтня 1755, Руффак —†14 вересня 1820, Париж) — французький військовий діяч часів Французької революції та Першої імперії, Маршал Франції, пер Франції, герцог Данцизький.

## Життєпис

### Молоді роки
Народився у м. Руффак (Ельзас) у родині Жозева Лефевра, охоронця міської брами, та Енн-Марі Рісс. У 1763 році втратив батька, був узятий на виховання дядьком, кюре Гемара. Останній бажав для Франсуа церковної кар'єри, але той вирішив став військовим. У 1773 році поступив до французької гвардії.
У 1788 році отримує звання прем'єр-сержанта. Після створення Національної гвардії у 1789 році стає її лейтенантом. Тут виявив вірність королю Людовику XVI захищаючи його родину.

### На службі в Республіки
У 1792 році у званні капітан був відправлений у діючу армію на півночі Франції. У 1793 році отримує звання бригадного генерала. Відзначився у битвах під Ламбаком та Гейсбергом. За це у 1794 році стає дивізійним генералом. Після цього до 1799 року воював у складі Самбро-Мааської, а згодом Рейнській армії, брав участь у всіх найзначущих битвах того періоду. Особливо відзначився у битві під Альткірхеном у 1797 році, перед тим першим перетнувши Рейн.
Після смерті генерала Гоша деякий час очолював Самбро-Мааську армію. У 1798 році призначається губернатором Майнцу. Вже у 1799 році керував авангардом Дунайської армії на чолі із Журданом. Звитяжив у битвах під Штакосом та Пфулендорфом, був поранений й тимчасово відійшов від військових справ. Того ж року призначається військовим губернатором Парижа, а незабаром і командувачем 17 дивізії.

### На службі у Бонапарта
Лефевр підтримав заколот 18 брюмера, який надав Наполеону Бонапарту владу в країні. За це 1 квітня 1800 року призначається сенатором. У 1804 році стає маршалом й отримує великого орла ордену Почесного легіону. У 1805 році командує загонами національної гвардії у департаментах Рур, Рейн і Мозель, Мон-Тоннер. У 1806 році призначається командувачем 5 корпусу Армії Німеччини, а незабаром піхоти Імператорської гвардії. Того ж року відзначився у битві під Єною.
У військовій кампанії 1807 року очолював 10 корпус. Тоді звитяжив під Пройсіш-Ейлау, а згодом захопив м. Данциг. За це 10 вересня 1807 році отримує титул герцога.
У 1808 році на чолі 4 корпусу брав участь в іспанській кампанії. Лефевр відзначився у битвах під Дуранго та Еспіносою, розбив англійського генерала Блейка у битвах під Гуеньєсом та Бальмаседою, після чого захопив міста Більбао, Сантадер і Сеговія.
У 1809 році очолив баварський корпус Армії Німеччини. Звитяжив у битвах під Абенсбергом, Ширлінгом та Емюлі. Отримав наказ придушити повстання тирольців на чолі з Андреасом Хофером, проте не досяг успіхів.
У військовій кампанії 1812 року командував піхотою Старої гвардії, втім не брав особливої участі у битвах. У 1813 році стає мером містечка Понто-Комбо (на цій посаді перебував до смерті). У 1814 році відзначився у боях під Монмірале, Арсі-сюр-Об і Шампобере.

### Останні роки
Після поразки та зречення імператора Наполеона I, визнав королем Людовика XVIII, за що отримав звання пера Франції. Виступив за вигнання родичів Наполеона з Франції. Втім під час Ста днів підтримав Наполеона Бонапарта, від якого також отримав звання пера.
Лефевр не брав участь у військових діях, весь час перебуваючи у Парижі. Після остаточної поразки Бонапарта й повернення Бурбонів втратив звання пера, проте зберіг маршальський жезл. У 1819 році Лефевра було відновлено у Палаті перів. Помер у 1820 році від водяниці на грудях. Поховано на цвинтарі Пер-Лашез.

## Родина
Дружина — Кетрін Юбшер
Діти:
- 14 дітей, з яких 13 померли у дитинстві, а син Марі Ксав'є загинув під час військової кампанії 1812 року.

## Пам'ять
- ім'я викарбувано на Тріумфальній арці.
- на його честь названо один з бульварів Парижа.